# Kurigram
Kurigram este un oraș din Bangladesh.